# Cârjelari, Tulcea
Cârjelari este un sat în comuna Dorobanțu din județul Tulcea, Dobrogea, România. Se află în partea de vest a județului,  în Podișul Babadagului.

## Poziție geografică
Cârjelari este situat în partea de nord-vest a Dobrogei, aflat la marginea pădurii care se întinde până la Babadag, Nifon și Niculițel. De asemenea este situat între Dunăre (17 km) și vechii munți ai Măcinului.
Satul se învecinează cu localități precum Dorobanțu (de care aparține administrativ), Traian și Cerna.

## Istorie și cultura
Cârjelari a deținut statutul de comună până în anul 1965, când odată cu schimbările administrative făcute de regimului comunist, întreaga conducere administrativă s-a mutat la Dorobanțu. Aceste schimbări au fost influențate și de numărul mare de persoane care au părăsit localitatea. Satul păstrează o gamă largă de obiceiuri care țin cu predilecție de influența bisericii asupra comunității rurale din Carjelari.
Principalele activități sunt creșterea animalelor, cultivarea plantelor și exloatarea forestieră și a faunei locale.
Ziua satului se sărbatorește pe 8 septembrie odată cu hramul Bisericii Nașterea Maicii Domnului.

## Probleme locale
Satul este caracterizat de o lipsă de servicii de natură sanitară dar și a lipsei majore de drumuri deoarece toate legătura cu comunele învecinate se face cu dificultate.
O altă problemă, care a apărut odată cu înlăturarea comunismului, este cea a defrișărilor masive. În localitatea Carjelari această problemă este evidențiată prin numeroasele rapoarte întocmite de cei de la Pădurile române care susțin că problema e mult mai gravă deoarece reprezentanții locali și anume pădurarii angajați să protejeze și să vegheze la integritatea mediului forestier sunt implicați masiv în aceste acțiuni de fraudă deoarece fac comerț neautorizat cu lemn extras din pădurile care înconjoară satul Carjelari. Pe lângă aceste fraude masive făcute chiar de reprezentanți locali ai Regiei Naționale a Pădurilor sunt implicați în distrugerea și defrișarea pădurilor și foarte mulți localnici, aceștia justificându-și faptele prin lipsa de potențiale locuri de muncă în zona.